# Брено Лопес
Брено Енріке Васконселос Лопес (порт. Breno Henrique Vasconcelos Lopes; нар. 24 січня 1996, Белу-Орізонті) — бразильський футболіст, нападник клубу «Палмейрас».

## Біографія
Брено Лопес народився в Белу-Орізонті, і протягом шести років займався футболом в академії «Крузейро». Однак у 18 років він залишив рідну команду і спочатку хотів зав'язати з футболом, але за порадою друга зумів пройти перегляд у школі «Сан-Жозе» з Порту-Алегрі. Потім займався у школі «Кераміки», а в 2015 році потрапив до молодіжного складу «Жоїнвіля». В основі останнього клубу дебютував 6 березня 2016 року в домашньому матчі Ліги Катаріненсе проти «Гуарані» з Пальоси. Брено вийшов на заміну у другому таймі, і його команда виграла з рахунком 2:1. У 2016 році нетривалий час грав на правах оренди за «Жувентус-СК» з Жарагуа-ду-Сул.
На початку 2019 року нападник перейшов до «Жувентуде». У другій половині року на правах оренди виступав за «Фігейренсе», а на початку 2020 року був орендований «Атлетіко Паранаенсе». Він зіграв п'ять матчів у чемпіонаті штату Парана і забив один гол, після чого повернувся до «Жувентуде». Вже в другій половині року, після завершення паузи, викликаної пандемією COVID-19, «Атлетіко Паранаенсе» став чемпіоном штату. Тим часом, сам Брено дуже результативно виступав у Серії B — після 16 туру до кінця жовтня на його рахунку було дев'ять забитих голів та лідерство у списку найкращих бомбардирів дивізіону.
Брено зіграв ще в трьох матчах у Серії B, і 10 листопада 2020 було оголошено про продаж нападника в «Палмейрас». Через п'ять днів новачок дебютував за «зелених» у домашній грі Серії A проти «Флуміненсе». Брено вийшов на поле на 76 хвилині замість Вілліана, а його команда здобула перемогу з рахунком 2:0. 9 грудня 2020 року гравець дебютував у Кубку Лібертадорес 2020 року. У гостьовому матчі 1/4 фіналу з парагвайським «Лібертадом» (1:1), в якому Брено вийшов на заміну в середині другого тайму.
Зоряним періодом у кар'єрі Брено Лопеса став січень 2021 року. У своїй 12-й грі за «Палмейрас» у чемпіонаті Бразилії нападник відзначився першим голом у ворота «Васко да Гами» — 27 січня команди зіграли внічию 1:1. Через три дні Брено вийшов на заміну у фіналі Кубка Лібертадорес проти «Сантоса» на 85 хвилині. Для нападника це була п'ята гра у турнірі, і на дев'ятій компенсованій хвилині він забив гол головою з передачі Роні. Цей м'яч став єдиним та переможним для команди, яка стала володарем Кубка Лібертадорес.
Згодом Брено зіграв три матчі в наступному Кубку Лібертадорес 2021 року і допоміг команді вдруге поспіль стати найсильнішою командою континенту. Цей результат дозволив «Палмейрасу» поїхати на клубний чемпіонат світу 2021 року в ОАЕ, де бразильці стали фіналістами турніру.

## Досягнення
- Чемпіон штату Парана (1): 2020
- Чемпіон штату Сан-Паулу (1): 2022
- Володар Кубка Лібертадорес (2): 2020, 2021
- Володар Кубка Бразилії (1): 2020
- Володар Рекопи Південної Америки (1): 2022
- Володар Суперкубка Бразилії (1): 2023